# Phanogomphus lividus
Phanogomphus lividus – gatunek ważki z rodziny gadziogłówkowatych (Gomphidae). Występuje na terenie Ameryki Północnej – w południowej Kanadzie oraz wschodniej połowie USA.